# Aren't We All?
Aren't We All? é um filme britânico de 1932, do gênero comédia, dirigido por Harry Lachman, com roteiro de Basil Mason e Gilbert Wakefield baseado na peça teatral Aren't We All?, de Frederick Lonsdale.

## Sinopse
Rejeitada pelo marido, mulher começa um caso amoroso com um nobre.

## Elenco
- Gertrude Lawrence - Margot
- Hugh Wakefield - lorde Grenham
- Owen Nares - Willie
- Wallace Geoffrey - Robert Kent
- Harold Huth - Karl van der Hyde
- Marie Lohr - Lady Frinton
- Renee Gadd - Kitty Lake
- Emily Fitzroy - Angela
- Aubrey Mather - vigário